# Aeropuerto Internacional Ignacio Agramonte
EL Aeropuerto Internacional Ignacio Agramonte (IATA: CMW, OACI: MUCM) es un aeropuerto internacional en la provincia central de Camagüey, Cuba. Atiende vuelos a las ciudades de Camagüey y polo turístico de Santa Lucia , pertenece a la Empresa Cubana de Aeropuertos y Servicios Aeronáuticos S.A. (ECASA).
Se llama así en memoria de Ignacio Agramonte y Loynaz (1841-1873) quien fue un revolucionario cubano, que jugó un papel importante en la Guerra de los Diez Años (1868-1878).
Situado en Avenida Finlay km 7 1/2, Camagüey. Provincia Camagüey, Cuba. Dispone de dos terminales, una para el servicio doméstico con una capacidad de 75 pasajeros por hora y la otra para vuelos internacionales con capacidad para 600 pasajeros por hora.
Datos de Interés:
Área total de la terminal: 10 000 m²
Pasajeros X Hora: 600     Entrando 300   Saliendo 300
Para cumplir la misión encomendada con sus clientes, este aeropuerto que ha obtenido reconocimientos de sus pasajeros de acuerdo a las encuestas realizadas brinda las siguientes facilidades, prestaciones y servicios:
Posiciones de Check-in: 8 destinadas a la facturación de equipajes.
Cabinas de inmigración: 15 (Salida: 6 / Entrada: 9)
Esteras de equipaje: 2 (Salida: 1 / Entrada: 1) 
Largo de pista: 3000 m
Ancho de pista: 45 m
Calle de rodaje: 8
Catering de Terminal.
Tiendas duty free.
Rent a car.
Información personalizada a pasajeros.
Atención a pasajeros de movilidad reducida.
Servicios médicos apertura y cierre de aeropuerto.
Servicios aduanales.
Servicios de salón VIP.
Servicios de Agencias de Viajes y Turoperadores.
Servicio de parqueo.
Información turística especializada.
Canal interno de televisión.
Información a pasajeros a través de medios digitales

## Historia
Con más de 400 trabajadores, es uno de los primeros surgidos en Cuba y se le considera lugar de valores históricos de la provincia.
Allí aterrizó el 11 de junio de 1933 el avión Cuatro Vientos, conducido por los pilotos españoles Capitán Mariano Barberán y Teniente Joaquín Collar, quienes fueron los primeros en cruzar el Océano Atlántico sin escala.
El 12 de enero de 1936 el aviador cubano Manuel Menéndez Peláez comienza el vuelo transatlántico Camagüey-Sevilla (que hizo en cuatro etapas), para reciprocar uno hacia Cuba realizado en junio de 1933.
El ejército de los Estados Unidos utilizó este aeropuerto durante la Segunda Guerra Mundial. Más tarde se convirtió en un aeropuerto civil. El aeropuerto es también una base aérea inactiva de las Fuerzas Armadas Revolucionarias de Cuba (conocida como Base Aérea de Camagüey).
El legendario comandante guerrillero Camilo Cienfuegos partió desde este aeropuerto hacia La Habana el 28 de octubre de 1959 a bordo de una aeronave Cessna que desapareció. Desde este aeropuerto se puede volar a varios destinos internacionales como son Estados Unidos, Canadá, Italia y Haití. Los vuelos nacionales tienen origen y destino en La Habana. El "Aeropuerto Ignacio Agramonte" tiene terminales internacional y nacional. La principal terminal internacional se divide en dos edificios de lado a lado (salidas y llegadas). El aeropuerto cuenta con 10 puestos de aeronaves, 8 mostradores de facturación, 2 puertas de salida, 1 carrusel de equipaje, escaleras móviles se utilizan para el embarque y desembarque de pasajeros, dispone de plazas de estacionamiento de larga y corta estancia, casas de cambio de moneda, cajero automático, teléfonos públicos, restaurante, cafetería, bar, tiendas de souvenirs, librerías, tiendas de licores y tabacos, agencias de viajes, oficina de información turística y dispone de instalaciones para discapacitados. También tiene señal inalámbrica de internet de pago.
Las terminales también disponen de aire acondicionado y de zona designada para fumadores.

## Aerolíneas y destinos
| Aerolíneas        | Destinos             |
| ----------------- | -------------------- |
| American Airlines | Miami                |
| Fly All Ways      | Estacional: Valencia |
| Viva              | Estacional: Cancún   |

### Destinos Internacionales
| Ciudades por países                                        | Nombre del aeropuerto                     | Aerolíneas                |              |              |              |
| Norteamérica                                               | Norteamérica                              | Norteamérica              | Norteamérica | Norteamérica | Norteamérica |
| ---------------------------------------------------------- | ----------------------------------------- | ------------------------- | ------------ | ------------ | ------------ |
| Estados Unidos (1 destino, 1 aerolínea)                    |                                           |                           |              |              |              |
| Miami                                                      | Aeropuerto Internacional de Miami         | American Airlines         |              |              |              |
| México (1 destino [estacional], 1 aerolínea)               |                                           |                           |              |              |              |
| Cancún                                                     | Aeropuerto Internacional de Cancún        | Viva (Estacional)         |              |              |              |
| Suramérica                                                 |                                           |                           |              |              |              |
| Venezuela (1 destino [estacional], 1 aerolínea)            |                                           |                           |              |              |              |
| Valencia                                                   | Aeropuerto Internacional Arturo Michelena | Fly All Ways (Estacional) |              |              |              |
| Total: 3 destinos (2 estacionales), 3 países, 3 aerolíneas |                                           |                           |              |              |              |